# Танита Тикарам
Танита Тикарам (на английски: Tanita Tikaram; родена на 12 август 1969 г. в Мюнстер) е британска певица и авторка на песни. Тя става международно известна през 1988 г. с песента Twist in My Sobriety.

## Биография
Баща ѝ Прамод Тикарам идва от индийското население на островите Фиджи, майка ѝ Фатима Рохани е малайзийка. Те се срещат в Англия и се местят в Мюнстер, Вестфалия, защото Прамод Тикарам е разположен там в служба на британската армия. Танита Тикарам е родена в Британската военна болница Мюнстер (BMH, Британска военна болница); На дванадесетгодишна възраст заминава за Бейсингстоук в Англия с родителите си.
По-големият брат на Танита Тикарам е актьорът Рамон Тикарам.
Тикарам се премества от Бейзингстоук в Примроуз Хил, където все още живее.
Тикарам е открита от мениджъра Пол Чарлз в лондонския нощен клуб The Mean Fiddler, сега известен като Astoria 2. Като свое музикално влияние тя цитира песните на Джони Мичъл. Нейният дебютен албум Ancient Heart е издаден през септември 1988 г. и е успешен с над четири милиона продадени записи, и бележи международния пробив на Тикарам на 19-годишна възраст. Албумът включва и хитовия сингъл Twist in My Sobriety. Въпреки това със своите последващи сингли и албуми Тикарам не успява да надгради търговския успех на Twist in My Sobriety. Тя записва две песни с Дженифър Уорнс за албума Everybody's Angel от 1991 г.

## Личен живот
Тикарам е лесбийка и има връзка с артистката Наташа Хорн през 2012 г.

## Избрана дискография
| Заглавие                   | От   |
| -------------------------- | ---- |
| Ancient Heart              | 1988 |
| The Sweet Keeper           | 1990 |
| Everybody's Angel          | 1991 |
| Eleven Kinds of Loneliness | 1992 |
| Lovers In The City         | 1995 |
| The Best Of                | 1996 |
| The Cappuccino Songs       | 1998 |
| Sentimental                | 2005 |
| Can't Go Back              | 2012 |
| Closer to the People       | 2016 |